# Jaroslav Hašek
Jaroslav Hašek (født 30. april 1883 i Prag, død 3. januar 1923 i Lipnice nad Sázavou) var en tjekkisk forfatter. Hans berømmelse bygger på romanen Den gode soldat Svejks eventyr, som han ikke nåede at få gjort færdig inden sin død.